# 10,5 cm leichte Feldhaubitze 16
A 10,5 cm leichte Feldhaubitze 16 (rövidítve 10,5 cm le. F.H. 16 vagy 10,5 cm leFH 16, magyarul 10,5 cm-es könnyű tábori tarack 16) egy tábori tarack volt, melyet Németország használt az első és a második világháború alatt. A löveg ugyanazt a futóművet használta, mint a 7,7 cm FK 16. Lövegeket adtak Belgiumnak jóvátétel fizetésként az első világháború után, ahol a Heer szolgálatába állították 10,5 cm leFH 327(b) néven, Belgium meghódítása után.

## Tervezet
A német leFH 16 löveget a nagy háború alatt tervezte a Rheinmetall, a régi, szabványos könnyű tábori löveg, az lFH 98/09 löveg leváltására. Hosszabb lövegcsöve volt, mint a régebbi lövegnek, és egy új típusú závárzattal is felszerelték, amelynél eggyel kevesebb mozdulatra volt szükség a kinyitáshoz. Ugyanazt a lőszert használták hozzá, mint a régebbi lövegnél, de egy típussal kibővítették a választékot: az úgynevezett C-Geschoss, vagyis gáz lövedékkel. Ezeket a lövegeket több gyártó gyártotta, és az 1917-es év elején kerültek ki a csapatokhoz. Mikor véget ért a háború 3044 leFH 16 löveg volt még szolgálatban.

## Fordítás
- Ez a szócikk részben vagy egészben  a(z)   10.5 cm leFH 16 című angol Wikipédia-szócikk ezen változatának fordításán alapul.  Az eredeti cikk szerkesztőit annak laptörténete sorolja fel. Ez a jelzés csupán a megfogalmazás eredetét és a szerzői jogokat jelzi, nem szolgál a cikkben szereplő információk forrásmegjelöléseként.